# Рачки (гмина)
Рачки (пол. Raczki) — сельская гмина (волость) в Польше, входит как административная единица в Сувалкский повет, Подляское воеводство. Население — 6206 человек (на 2004 год).
Административный центр гмины — деревня Рачки.

## Демография
| Перепись                       | Всего   | Всего | Женщины | Женщины | Мужчины | Мужчины |
| ------------------------------ | ------- | ----- | ------- | ------- | ------- | ------- |
| Единицы                        | человек | %     | человек | %       | человек | %       |
| Население                      | 6206    | 100   | 3042    | 49      | 3164    | 51      |
| Плотность населения (чел./км²) | 43,6    | 43,6  | 21,4    | 21,4    | 22,2    | 22,2    |

## Поселения
1. Баканюк
2. Болесты
3. Ходзки
4. Довспуда
5. Францишково
6. Янкелювка
7. Яски
8. Юзефово
9. Конецбур
10. Корытки
11. Крукувек
12. Курянки-Друге
13. Курянки-Первше
14. Липово
15. Липувка
16. Людвиново
17. Мале-Рачки
18. Мочидлы
19. Плянта
20. Подвысоке
21. Рабалина
22. Рачки
23. Рудники
24. Сидоры
25. Слобода
26. Стоки
27. Суха-Весь
28. Щодрухы
29. Шкоцья
30. Василювка
31. Верчохы
32. Витувка
33. Вроново
34. Высоке
35. Зулково
36. Жубрынек

## Соседние гмины
1. Гмина Августув
2. Гмина Бакалажево
3. Гмина Калиново
4. Гмина Новинка
5. Гмина Сувалки
6. Гмина Велички